# خانه ما (مجموعه تلویزیونی ۱۹۸۶)
خانه ما (به انگلیسی: Our House) یک مجموعه تلویزیونی آمریکایی درام است که بین سال های ۱۹۸۶ تا ۱۹۸۸ پخش می شد.